# Lashio
Lashio (birmanisch လားရှိုးမြို့, BGN/PCGN: lazhomyo; Shan: လႃႈသဵဝ်ႈ) ist die größte Stadt im nördlichen Shan-Staat von Myanmar auf einem Bergausläufer über dem Tal des Nam-Yao-Flusses nordöstlich von Mandalay. Die Stadt ist Endstation der Bahnlinie Mandalay–Lashio. Lashio ist das Verwaltungszentrum des Distrikts Lashio.
Die Bevölkerung setzt sich aus Shan, Burmesen und zahlreichen Chinesen zusammen.
Früher war die Stadt Sitz eines Shan-Prinzen (sao pha). Die Stadt spielte im Zweiten Japanisch-Chinesischen Krieg eine wichtige Rolle im Kampf gegen die Japaner. Die Stadt war Anfangspunkt der sogenannten „Burmastraße“, über welche Chang Kai Shek mit Lebensmitteln und Waffen versorgt wurde. 1988 zerstörte ein Feuer die meisten hölzernen Häuser.
2024 wurde die Stadt von bewaffneten ethnischen Organisationen belagert. Das Militär der Zentralregierung zerstörte daraufhin die wichtigsten Zugangswege zur Stadt, indem sie Brücken in die Luft sprengte und von Oppositionstruppen gehaltene Dörfer in der Umgebung von Lashio mit Artillerie beschoss und Luftangriffe durchführte. Etwa 120.000 Zivilisten wurden durch die Kämpfe um die Stadt zur Flucht gezwungen.
Lashio ist Sitz eines römisch-katholischen Bischofs.

## Sehenswürdigkeiten
- Thatana (Sasana) 2500-Jahre-Pagode
- Weltfrieden-Pagode
- Quan Yin Shang (chinesischer Tempel)
- Ye Pu San (natürliche heiße Quelle)
- Mansu Paya und Kamenjaung Paya (zwei Shan-Klöster)
- Markt von Lashio